# Blessed Art Thou Among Women
Blessed Art Thou Among Women é uma foto da fotógrafa americana Gertrude Käsebier. Foi tirada em 1899 e retrata a poetisa Agnes Rand Lee e sua filha mais velha Harriet "Peggy" Lee em sua casa em Jamaica Plain, Massachusetts. A foto é um exemplo das várias imagens que Käsebier criou do vínculo entre mãe e filho. O trabalho exemplifica o claro-escuro e a qualidade atmosférica da luz nas fotos de Käsebier. Käsebier estava tão infeliz com seu próprio casamento que passou muitos anos separada do marido. Suas objeções à instituição do casamento parecem inconsistentes com a visão de gênero da mulher como cuidadora refletida em Bendito Art Tu.
Käsebier acreditava que a fotografia era um meio para as mulheres alcançarem a independência financeira. Entre as mulheres fotógrafas inspiradas em seu trabalho estavam Consuelo Kanaga. Em 1899, Alfred Stieglitz publicou cinco das fotos de Kasabier em Camera Notes e escreveu que ela era "indiscutível, a principal fotógrafa de retratos artísticos do dia". Em 1899, sua impressão de The Manger, também uma imagem de uma mãe e um filho, foi vendida por U$$ 100 - o valor mais alto já pago por uma fotografia naquela época. A necessidade financeira de Käsebier de sucesso comercial para sustentar sua família criou uma rixa com Stieglitz. As imagens de gênero de Käsebier, como Blessed Art Thou e The Manger, parecem inconsistentes com sua busca pessoal por independência profissional e financeira.